# Acronicta bryophiloides
Acronicta bryophiloides là một loài bướm đêm trong họ Noctuidae.